# Crocidura maquassiensis
Crocidura maquassiensis es una especie de musaraña de la familia de los soricidae.

## Distribución geográfica
Se encuentra en  Suazilandia y Zimbabue. 